# Qué show con Alejandra Bogue
Que show con Alejandra Bogue fue un programa de televisión de comedia mexicano. Fue creado, producido y protagonizado por la actriz y presentadora de televisión Alejandra Bogue. Fue transmitido los jueves a las 23:00 a través de la señal Telehit de Televisa, a lo largo de 4 temporadas, entre 2008 y 2014.
El show es considerado el primer programa de televisión en ser estelarizado por completo por una mujer transgénero en México. Debido a esta situación, el programa se convirtió en un espacio icono de la comunidad LGBT en México y Latinoamérica.

## Argumento
El concepto del programa, era un formato de show de comedia unipersonal. A lo largo del programa, se presentaban diferentes sketches protagonizados por Alejandra Bogue y su galería de personajes e invitados. El show también presentaba entrevistas de Bogue con sus invitados especiales, cápsulas informativas, especialmente relacionadas con el mundo del entretenimiento LGBT, y algunos performances donde Bogue personificaba a personajes famosos.

## Personajes

### Principales
- Betty Bo5 (Alejandra Bogue): Personificación de una diva del espectáculo en decadencia. Betty es una mujer temperamental, con desplantes de diva, tonta, ignorante, prepotente, con severos problemas de adicciones. A menudo Betty que se ve forzada a participar en trabajos y situaciones que ponen en entredicho sus supuestos códigos y principios, sobre todo cuando hay dinero de por medio. Mantiene una rivalidad constante en el transcurso de la serie con otra diva decadente llamada Alma Dos Santos. De acuerdo con Bogue, el personaje está inspirado en el de Marcela Balsam, personaje creado por Juana Molina en el programa argentino Juana y sus hermanas. Aunque los fans intuyen que también se pudo haber inspirado en la actriz y cantante Lucía Méndez. Sin embargo, ella lo ha negado. El personaje ha aparecido en otros espacios de Alejandra Bogue, como los proyectos virtuales Diva Divergente (2017) y Viva La Bogue en Vivo (2020). Tiene una hija (interpretada por ella misma) llamada Lety Bo5, en el mismo capítulo se sabe que el nombre de Betty Bo5 es por Rigoberta Blanco Ortega Quinta, aunque también el nombre hace parodia a la marca de shampoo Alberto Vo5.

- Wendy Citlali Fuentes Pérez (Alejandra Bogue) : Es una estilista, peluquera y maquillista que trabaja dentro de las instalaciones de la cadena Televisa. Lleva muchos años trabajando en la empresa, misma a la que entró con apoyo de "su tío Raúl". Wendy es chismosa, metiche, entrometida, mezquina, tramposa y muy holgazana. Su Biblia son las revistas de espectáculos amarillistas. Es vendedora estrella de una línea de productos de belleza por catálogo llamada Forever Young. Es madre soltera de un hijo homosexual llamado Bryan. A menudo, suele salir acompañada por sus compañeras maquillistas Puka y La Chiquita del grupo. Wendy también ha aparecido en los espacios virtuales Diva divergente (2017) y Viva La Bogue en Vivo (2020).

- Matalina Vil (Alejandra Bogue): Parodia del personaje de Catalina Creel, interpretado por la actriz María Rubio en la telenovela mexicana Cuna de lobos (1986). Esta Matalina no es otra cosa sino una sátira del malvado personaje, con los rasgos de su personalidad llevados al límite.

- La Madrota (Alejandra Bogue): Se trata de una lenona entrada en años, alcohólica y drogadicta. Se supone que en sus buenos tiempos, manejó una importante red de prostitución. Ahora no quedan más que recuerdos, y se conforma con dirigir sexoservidoras de segunda línea con tal de conseguir dinero. A menudo se mete en problemas con las autoridades, pero sus influencias le hacen salir airosa la mayoría de las veces. Al igual que Betty Bo5 y Wendy Citlali, el personaje también ha aparecido en los shows online Diva divergente (2017) y Viva La Bogue en Vivo (2020).

- Lolita Cohen / Lolita Gómez, la Daga del Buen Decir (Alejandra Bogue): Es la conductora de un programa radiofónico. Con su estilo mordaz e inquisitivo, la conductora siempre entra en controversias con sus invitados.

- Marie Anette (Alejandra Bogue): Es una sexóloga de origen francés. Aprovechándose de su profesión y de su idioma, Marie Anette suele poner en aprietos a sus invitados con preguntas incómodas plagadas de doble sentido y humor negro.

### Secundarios
- Alma Dos Santos (Carlos Bieletto): La gran rival de Betty BO5, otra diva del espectáculo en decadencia y con problemas de sobrepeso. Se supone que fue una gran figura de la ópera. Aunque se odian, ella y Betty han coincidido en algunos proyectos laborales, aunque generalmente tratan de boicotearse una a la otra. El personaje también ha sido recurrente de los shows online Diva divergente (2017) y Viva La Bogue en Vivo (2020).

- Linda "La chiquita del grupo" / "La Rorra" (Carlos Bieletto): Compañera de andanzas de Wendy Citlali y su compañera en el área de maquillaje de Televisa. Frecuentemente es víctima de los engaños, abusos y embustes de Wendy, aunque generalmente su relación es amistosa. Tras quedar desempleada, ejerció la prostitución en la casa de la Madrota con el sobrenombre de La Rorra.

- Puka (Octavio Castelló): Maquillista de Televisa y compañero de Wendy y La chiquita del grupo. Es un joven homosexual muy estereotipado. Al igual que La chiquita, suele acompañar a Wendy en sus aventuras, aunque eso no le impide ser víctima de sus abusos.

- Lupe (Verónica Falcón): Es la sirvienta de  la casa de Betty Bo5. Generalmente Betty la humilla, discrimina y explota, sin embargo, se muestra fiel a ella. En algunas ocasiones ha opacado a Betty en sus proyectos y hasta se los ha quitado.

## Elenco

### Principal
- Alejandra Bogue
- Carlos Bieletto
- Octavio Castelló
- Gustavo Sanders
- Verónica Falcón
- Aracelii Domínguez
- Momo Montes
- Waldo Facco
- Roberto Cabral

### Recurrente
- Julio Bekhor
- Luis Patricio Gutiérrez
- Jerry Pérez
- Johnny Calderón
- Vania Villalón

### Invitados Relevantes
- Alaska
- Julieta Venegas
- Carlos Marín Menchero
- Innocence
- Natalia Téllez
- La Gusana Ciega
- Sabo Romo
- Ana Claudia Talancón
- Marco Di Mauro
- Laura León
- Talina Fernández
- Ilse Salas
- Rebecca Jones
- Sylvia Pasquel
- Erika Buenfil
- Liz Gallardo
- Alan Estrada
- Kika Edgar
- Juan Solo
- Ana Victoria
- Patricia Navidad
- Roxana Castellanos
- Diego Schoening
- Wanda Seux
- Eduardo España
- Carina Ricco
- Las lavanderas
- Carlos Trillo "Pato Pollo"
- Adam Champ
- Fernanda Ostos
- Víctimas del Doctor Cerebro